# ATB
André Tanneberger alias ATB    (rođen  26. veljače 1973. u Freibergu, Saska, Njemačka), njemački DJ i glazbeni producent.

## Glazbena karijera
André Tanneberger započeo svoju glazbenu karijeru s dance glazbenom grupom "Sequential one". On je bio mozak u grupi od 1993 do 2002. Godine 1998, André je počeo solo projekt pod nazivom ATB. Njegov prvi uradak pod ovim nazivom je "9pm (Till I Come)", uključen u "Movin' Melodies" album, koji se Velikoj Britaniji probio na vrhove top lista u 1999 i naširoko smatran u Velikoj Britaniji kao prvi trance broj jedan.  Pjesmu karakterizira gitara riff koja je postala naširoko popularna. Ovaj gitara zvuk, koji je slučajno našao dok je eksperimentirao s novim produkcijskim pozadinam, postao je zaštitni znak njegovih ranih hitova. ATB se i dalje razvijati mijenja sa svakom album. Njegov trenutni stil uključuje više vokala i raznolikih zvukova, s čestim zvucima glasovira.
Unatoč objavljivanju samo malo više singlova u Velikoj Britaniji, naime "Don't stop!" (Br.3, 300000 prodanih primjeraka) i "Killer" (br.4, 200000 primjeraka prodano), on i dalje redovito izdaje glazbu u svojoj rodnoj Njemačkoj i u drugim dijelovima Europe, gdje je ostvario velike hitove kao što su "I Don 't Wanna Stop ".
"Two wolds" (izdan u 2000) je bio njegov drugi studijski album. To je album na dva diska i temelji se na konceptu različite vrste glazbe za različita raspoloženja. Naslovi od dva CD-a su: "The World of Movement" i "The relaxing World". Ovaj album sadrži dvije pjesme u suradnji s Heather Nova: "Love Will Find You" i "Feel you like a river." Također pjesma "Let U Go" je sadržana na "The World of Movement" disku koji sadrži i vokal Roberte Carter Harrison iz kanadske pop grupe "Wild strawberries" (" Divlje Jagode").
Njegov treći album, "Dedicated", bio je izdan u 2002. Ona uključuje dvije vrh hits: "Hold You" i "niste Sam". U naslovu se odnosi na 9 / 11 događaja, tako je album je posvećen da tragedija. U 2003 ATB released podati se glazbe, koja je uključivala hitova kao što su "Ne želim Stop" i "Long Way Home". Iste godine, ATB je prvi DVD je izdana, podati se glazbe DVD. Sadrži sve njegove video zapise, turneje dokumentarna, fotografija i mnogo više.
ATB-ovi zadnji hitovi uključuju  "Ecstasy" i smirujući  "Marrakech",oba s albuma "No Silence" (izdanog 2004) koji su izdani i kao singlovi. "Marrakech" je bio korisšten kao glazba u filmu "Mindhunters".
Godine 2005, ATB izdaje "Seven Years", kompilaciju 2o pjesama,uključujući i sve singlove. Osim toga, Seven Years uključuje šest novih pjesama, poput singla "Humanity" te preradu "Let U Go" iz 2005 .
Njegov najnoviji album, Trilogy, izdan je u 4. svibnja ,2007. was released on May 4, 2007. The single "Justify" was released from The DJ 4 in the Mix compilation. The single "Renegade" was released on April 12, and features Heather Nova. Treći singl je bio  "Feel Alive", izdan u srpsnju iste godine .
André je u braku s Annom Tanneberger, kojoj je posvetio pjesmu "A Dream About You", s albuma "Trilogy".

## Diskografija

### Glavni albumi
- 1999. Movin' Melodies
- 2000. Two Worlds
- 2002. Dedicated
- 2003. Addicted to Music
- 2003. The DJ in the Mix
- 2004. No Silence
- 2004. The DJ 2 in the Mix
- 2005. Seven Years: 1998-2005
- 2006. The DJ 3 in the Mix
- 2007. Trilogy
- 2007. The DJ 4 in the Mix
- 2009. Future Memories

## Vanjske poveznice
- Službena stranica(engl.)
- Dicogs.com(engl.)
- Music brainz.com(engl.)
- Stranica na allmusic.com(engl.)
- Stranica na MySpace.com (engl.)